# Salvador Pardo Sastrón
Salvador Pardo Sastrón (Torrecilla de Alcañiz, 30 de septiembre de 1832 – Valdealgorfa, 22 de mayo de 1887) fue un farmacéutico, naturalista e historiador español.

## Biografía
Nacido en Torrecilla de Alcañiz, fue hermano del botánico José Pardo Sastrón. Estudió en Alcañiz y Zaragoza, antes pasar a Madrid a la universidad en 1852, donde se licenció en farmacia en 1858. De su estancia en Madrid se recuerdan unas prácticas en la farmacia de Nemesio Lallana y en la del Hospital General, así como la vivencia de la epidemia de cólera de 1856, por cuyo servicio en Guadalix de la Sierra fue premiado.
Como farmacéutico ejerció inicialmente en Valdealgorfa (1857-1858). Durante el periodo fue un importante colaborador de Loscos y de su hermano José en la recopilación de especímenes botánicos. Fue igualmente uno de los principales intelectuales de la localidad, siendo autor de artículos en los periódicos, de algunos romances y de trabajos farmacéuticos. Notablemente destacó su Serie metódica de especies medicinales espontáneas en los términos de Valdealgorfa, partido de Alcañiz (Aragón) que le valió el nombramiento de miembro corresponsal del colegio  de farmacéuticos de Madrid.
En 1858 pasó a la farmacia de Valderrobles, donde ejerció hasta 1861 y llegó a ser subdelegado de farmacia. Retuvo el cargo de subdelegado aunque desde 1861 ejercía en Beceite, antes de asentarse finalmente en Valdealgorfa en 1866. Durante esos traslados siguió colaborando con su hermano y con Loscos en la Serie imperfecta de las plantas aragonesas espontáneas: particularmente de las que habitan en la parte meridional que estos publicaron.
Ya fijo en Valdealgorfa, donde residiría hasta su muerte, contrajo matrimonio con Dolores Alavesa. Fue asimismo autor de una obra sobre la historia de la localidad, Apuntes históricos de Valdealgorfa, hombres más notables, templo parroquial y sus cofrades, publicada en Bilbao en 1883. La obra recibió elogios de sus contemporáneos, siendo recomendada en el boletín de la diócesis en 1885 e iniciando una corriente historiográfica regional que continuaron Eduardo Jesús Taboada y Vicente Bardavíu.